# Yudnamutana
Yudnamutana is een plaats in de Australische deelstaat Zuid-Australië en telt 0 (Ghost town) inwoners (2006).

## Voetnoten
1. ↑  The Flinders Ranges - Glovebox Guide, Australian Geographic, 2000, p147, ISBN 1 86276 044 6